# Demony Sri Lanki
Demony, częściej określane syngaleskimi słowami yakseya i yakka (යක්ෂයා/යකා) – byty stanowiące ważną część folkloru Sri Lanki. Podlegają władzy króla, który zabronił im zabijać ludzi. Wobec tego sprowadzają na nich różne choroby, czerpiąc czystą satysfakcję z omijania tego zakazu. Ofiary uznane za zaatakowane przez demony wymagają kuracji i odstraszania demonów poprzez ludowe egzorcyzmy.

## Powstanie

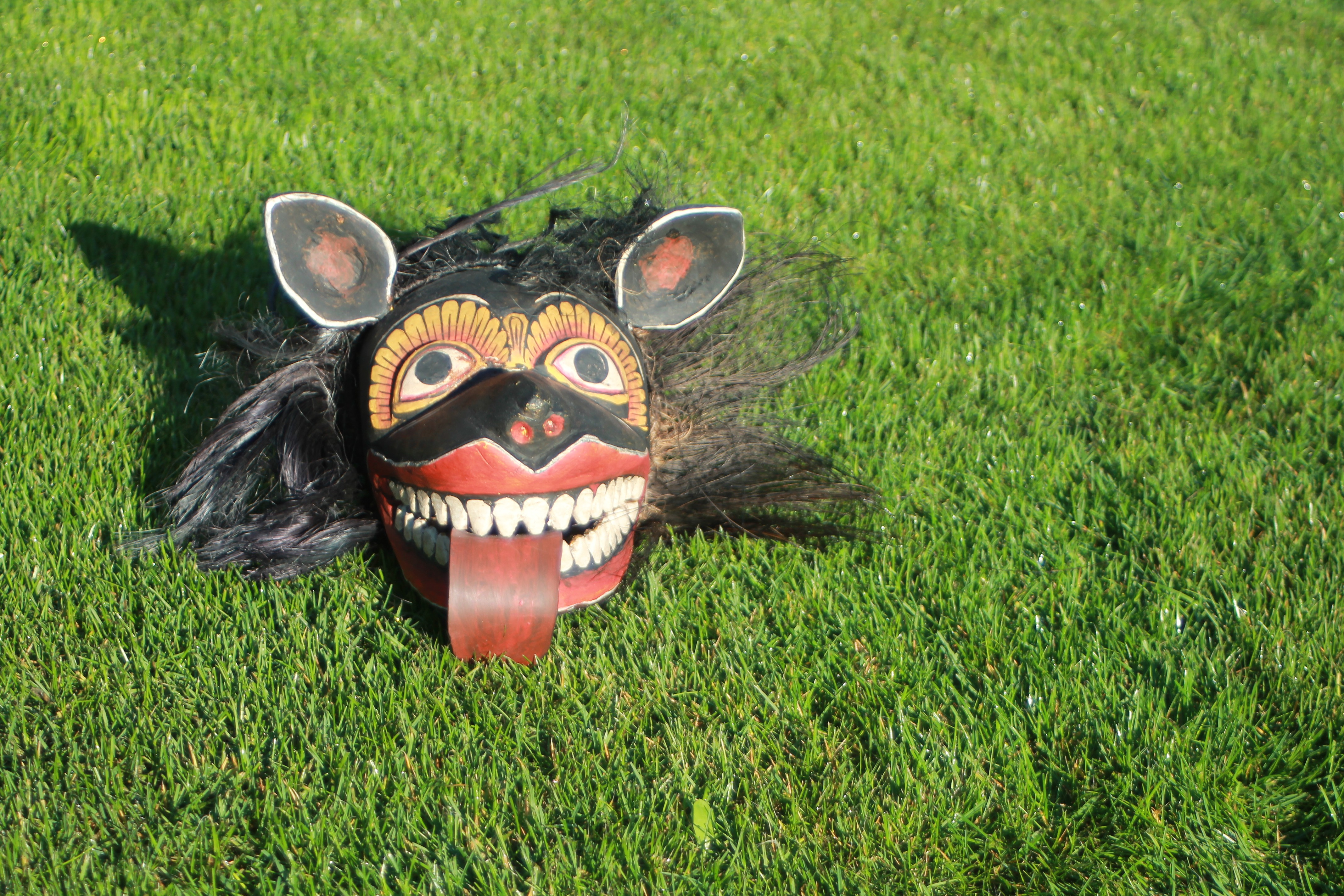
Maska przedstawiająca demona Maha Sohona

Wedle wierzeń demony rozprzestrzeniły się wśród żywych, raczej wyhodowane (po palijsku opapatika), niż wydane na świat przez matkę. Jednak niektóre demony, jak Kola Sanni Yaka zostały zrodzone przez ludzkich rodziców, dopiero później stając się demonami. W niezwykły sposób narodził się demon Maha Sohona, który został zabity, a następnie ożywiony przez bóstwo, powracając do żywych pod postacią demona.

## Społeczność
Demony tworzą olbrzymią społeczność, na czele której stoi król o imieniu Wesamuni (określany w pewnych źródłach Wessamony). Obawiają się go wszystkie demony, rządzi nimi żelazną pięścią. Każde wykroczenie spotyka się z surową karą, często śmiertelną. Ma też w zanadrzu 32 sposoby tortur, jak gotowanie, smażenie, nabijanie na pal czy wlewanie nieszczęśnikowi do gardła roztopionego metalu. Wesamuni posiada też magiczny złoty miecz, który wylatuje z jego ręki, odcina tysiąc głów z szybkością błyskawicy i powraca do ręki swego pana, słuchając tylko jego rozkazu.
Kiedyś demony były wolne i dowolnie atakowały ludzi, po czym ich pożerały. Jednakże Wesamuni zabronił im bezpośrednio napadać na ludzi, zezwalając jedynie na powodowanie chorób i cierpienia. Wierzy się, że przynosi to demonom satysfakcję porównywalną z zabijaniem ludzi. Największa niesława przypada najbardziej przerażającemu z demonów Reeri Yakseya, zdolnemu wywoływać każdy rodzaj chorób.
Istnieją 2 typy demonów. Pierwszy z nich bliższy jest bogom czy bóstwom, zamieszkuje górne rejony nieba w wielkich, wymyślnych pałacach. Demony te zwą się dewatawas. Uważa się je za mądre i potężne, ale nie czyniące szkody człowiekowi. Drugi rodzaj demonów również zamieszkuje niebo, ale bliżej powierzchni Ziemi. Są dzikie i okrutne, sprowadzają na człowieka nieszczęście, a ludność singaleska obawia się ich. Są niewidoczne dla oka człowieka, uważa się, że mają ciemną skórę i długie białe zęby.

## Yaksa Sabawa
W każdą środę czy sobotę demony zbierają się razem. Zgromadzenie to nosi nazwę Yaksa Sabawa. Każdy z naczelników musi na nim zdać sprawę Wesamuniemu na temat działań i sprawowania się jego grupy. Następnie odbywa się zabawa wszystkich demonów, gdzie okazują swe różnorakie zdolności.

## Egzorcyzm
Istnieją tradycyjne rytuały egzorcyzmów, jak Sanni Yakuma. Przeprowadza się je w celu odegnania demonów, gdy uzna się, że opętały jakąś osobę. Rytuały te ściśle łączą się z tańcem Pahatharata. Egzorcyzmy są zwykle długie i wypracowane, wymagają występów tancerzy poprzebieranych za różne demony, którym akompaniuje bicie w bębny. Prezentuje się także demonom dary, w zamian za które demon ma zgodzić się opuścić ofiarę.